# Maidang
Maidang is een bestuurslaag in het regentschap Oost-Soemba van de provincie Oost-Nusa Tenggara, Indonesië. Maidang telt 800 inwoners (volkstelling 2010).